# پرنده آبی خوشبختی تورا-سان
 پرنده آبی خوشبختی تورا-سان (انگلیسی: Tora-san's Bluebird Fantasy) یک فیلم کمدی ژاپنی محصول ۱۹۸۶ به کارگردانی یوجی یامادا است. این فیلم سی و هفتمین فیلم از مجموعه محبوب و طولانی‌مدت اوتوکو وا تسورای یو است.

## خلاصه
تورا سان در طول سفر خود با یک تئاتر سنتی روبرو می‌شود که قبلاً از آن بازدید می‌کرد و متوجه می‌شود که یکی از دوستان قدیمی اش مرده‌است. تورا سان و خانواده اش به دختر دوستش کمک می‌کنند. دختر که از شهرستان به توکیو آمده، با یک هنرمند نقاش مشتاق آشنا می‌شود.

## ارزیابی انتقادی
استوارت گالبریث چهارم قضاوت می‌کند که این فیلم یکی از قسمت‌های ضعیف در مجموعه «اوتوکو وا تسورای یو» است، اما همچنان توصیه می‌شود. شاید قابل توجه‌ترین جنبه فیلم این باشد که همبازی اش، اتسوکو شیهومی ستاره سریال «خواهر مبارز خیابانی» بود. او در همین فیلم و سر صحنه فیلمبرداری «پرنده آبی خوشبختی تورا سان» بود که با تسویوشی ناگابوچی (او بیش از ۲۰ میلیون آلبوم در سراسر جهان فروخته‌است و در فیلم‌های سینمایی و درام تلویزیونی بسیاری ظاهر شده‌است) آشنا شد که سال بعد با او ازدواج کرد. سایت آلمانی زبان molodezhnaja به «پرنده آبی خوشبختی تورا سان» سه و نیم ستاره از پنج ستاره می‌دهد.